# Sin condena
Sin condena es una serie de televisión argentina emitida durante los años 1994 y 1995 por Canal 9. El programa recreaba semanalmente casos policiales resonantes de la historia argentina.

## Guion y casos
Los guiones estuvieron a cargo de Rodolfo Ledo, Gabriela Beccaglia, Delfor Beccaglia, Derlis Beccaglia y otros. Rodolfo Ledo también fue el director y productor ejecutivo.

### Episodios y casos más importantes
| Título del capítulo    | Caso real | Elenco |
| ---------------------- | --- | --- |
| El caso Barreda        | Sobre el odontólogo de La Plata, Ricardo Barreda, quién en 1992 asesinó a su esposa, su suegra y sus dos hijas. | Norman Briski, Ulises Dumont, Márgara Alonso, Cristina Banegas, Susana Ortiz, Liliana Lavalle, Silvina Rada, Blanca Oteyza, Ana María Vinuesa, Diego Francés, Germán Palacios, Maxi Ghione, Leticia Brédice, Martín Gianola, Ignacio Spaggiari, Jonathan Rendón, Claudia Ferrari, Jorge Loyola, Victoria Naón, Cristina Fernández, Lara Zimmermann, Maritza Fassano, Verónica Toscano y Héctor da Rosa. |
| El caso Mariela        | Sobre la controversia de Mariela Muñoz, una mujer transexual a la que un juez le quitó la custodia de tres menores de edad. | Ulises Dumont, Silvina Rada, Alejandra Darín, Diego Francés, Germán Palacios. |
| El caso Santos         | Sobre el ingeniero Horacio Santos, quien en 1990 asesinó a dos jóvenes que intentaban robarle el pasacassette del auto. El caso planteó la controversia sobre la legítima defensa. | Luis Luque, Blanca Oteyza, Germán Palacios, Silvina Rada, Carlos Santamaría. |
| El caso Malevo         | Sobre la vida del Malevo Ferreyra, un oficial de policía tucumano de profusa actuación en tiempos de la guerrilla y el Proceso de Reorganización Nacional, quien escapó tras ser condenado a cadena perpetua en 1994 por supuestos crímenes. Se lo acusaba además del asesinato de un militante montonero en 1976. | Germán Palacios. |
| El caso Montes de Oca  | Sobre la desaparición de la psiquiatra Cecilia Giubileo, quien presuntamente conocía las irregularidades sobre tráfico de órganos en la colonia neuropsiquiátrica de Open Door, provincia de Buenos Aires. | Susana Ortiz, Silvina Rada, Liliana Lavalle, Diego Francés, Germán Palacios. |
| El caso Guns N'Roses   | Sobre el suicidio de la adolescente Cynthia Tallarico, de 16 años, quien se quitó la vida luego de que sus padres le prohibieran asistir al recital de Guns N'Roses en Buenos Aires. | Belén Blanco, Leticia Brédice. |
| El caso Malvinas       | Recreación sobre el conflicto bélico de las Islas Malvinas (1982). | Alicia Aller, Adrián Navarro, Diego Francés, Jorge D'Elía. |
| El caso Bulacio        | Sobre el brutal asesinato del estudiante Walter Bulacio a manos de agentes de la Policía Federal Argentina durante un recital de Patricio Rey y Sus Redonditos de Ricota. | Martín Gianola, Diego Francés, María Rosa Gallo, Luis Luque, Mónica Santibáñez. |
| El caso Luca Prodan    | Sobre la vida y la muerte de Luca Prodan, vocalista del grupo Sumo. | Luis Luque, Silvestre, Diego Francés, . |
| El caso Juan Duarte    | Sobre la vida de Juan Duarte, hermano de Eva Perón y secretario de Juan Domingo Perón. | Esther Goris. |
| El caso Adrián         | Sobre el caso de un niño que cayó en una alcantarilla durante una tormenta y fue encontrado veinte días después a seis kilómetros del lugar.</ref> | Luis Luque, Juan Cruz Bordeu, Fausto Collado. |
| El caso Carrasco       | Sobre la confusa muerte del soldado Omar Carrasco en 1994 en un regimiento de la provincia de Neuquén. Su caso derivó en la eliminación del servicio militar obligatorio en Argentina. | Diego Francés, Martín Gianola, Liliana Lavalle. |
| El caso Robledo Puch   | Sobre el múltiple asesino Carlos Eduardo Robledo Puch, en prisión desde 1972. | Diego Francés, Maxi Ghione, Silvina Rada. |
| El caso Maradona       | Recreación biográfica de la vida del futbolista Diego Armando Maradona. | Pepe Monje, Déborah Warren, Luis Luque, Héctor Calori, Lita Soriano, Horacio Nitalo, Silvina Rada, Germán Palacios, Fito Yanelli, Manuel Vicente, Álex Benn, Denis Rubino, Ariadna Krugliansky, Leticia Brédice, Joaquín Bouzas, Jorge Gesdel, Carlos Weber, Norberto Gonzalo, Carlos Donigian, Eduardo Pavelich, Rafael Pardo, Carlos Trippel, Marcos Rosenzvaig y Héctor da Rosa. |
| El caso Che Guevara    | Recreación biográfica sobre la vida y la muerte de Ernesto "Che" Guevara. | Gerardo Romano, Diego Francés, . |
| El caso Ringo Bonavena | Recreación biográfica sobre la muerte del boxeador Ringo Bonavena, ocurrida en Las Vegas en 1976. | Liliana Lavalle. |
| El caso Oriel Briant   | Sobre el asesinato de la profesora de inglés Oriel Briant, ocurrido en La Plata en 1984. | Deborah Warren. |
| El Caso Eva Perón      | Sobre el cuerpo de Eva Perón | Patricia Moreno (Eva Perón), Juan Carlos Puppo (Juan Domingo Perón), Héctor Calori (Juan Duarte), Wagner Mautone (Ivanissevich), Lita Soriano (Juana Ibarguren), Horacio Nittalo (Pascual), Claudio Garófalo (Viñas), Norberto Gonzalo (Mende Braun), Guillermo Marcos (Periodista), Héctor da Rosa (Renzi), Franklin Caicedo (Dr. Ara), Rafael Pardo (Joan), César Andre (Fatigatti), Gustavo Mac Lennan (Lonardi), Jorge D'Elia (Aramburu), Jorge Mayor (Rojas), Liliana Lavalle (Ana María), Silvia Dotta (Thana), Adolfo Yanelli (Teniente Mattos), Manuel Vicente, Carlos Weber, Felipe Méndez, Martín Coria, Luis Luque (Moore), Mario Alarcón, Silvina Rada. |

## Elenco
Contó con un elenco rotativo que podía variar de episodio a episodio, pero algunas de sus figuras regulares fueron Luis Luque, Leticia Bredice, Silvina Rada, Germán Palacios, Diego Francés, Ulises Dumont y Norman Brisky.
Además, participaron de algunos capítulos, María Rosa Gallo, Gloria Carrá, Pablo Alarcón, Alicia Aller, Adriana Salonia, Jean Pierre Noher, Valentina Bassi, Emilio Bardi, Pepe Monje, Alejandra Flechner, Leonardo Sbaraglia y Lita Soriano.

## Música
La banda sonora de la apertura del programa era la versión del Himno Nacional Argentino cantada por Charly García.

## Recepción y críticas
El programa tuvo buenos niveles de audiencia y se extendió durante dos años. Sin embargo, hubo varios cuestionamientos a su calidad estética y las actuaciones, puesto que a veces la caracterización e interpretación de los personajes distaba de ser fiel a la del personaje real al que hacía referencia (por ejemplo, fue muy criticado el rol de Gerardo Romano como Ernesto "Che" Guevara).
En 1994, Canal 9 recibió advertencias telefónicas y una amenaza de bomba a raíz de la emisión del capítulo dedicado al asesinato del soldado Omar Carrasco. El episodio, finalmente, fue transmitido.